# Gran Premio motociclistico del Portogallo 2010
Il Gran Premio motociclistico del Portogallo 2010 corso il 31 ottobre, è stato il diciassettesimo Gran Premio della stagione 2010 e ha visto vincere Jorge Lorenzo in MotoGP, Stefan Bradl in Moto2 e Marc Márquez nella classe 125. La gara si è disputata sul circuito di Estoril.

## Prove e Qualifiche
Per questo GP le sessioni di prove libere sono 3 anziché 2. A causa della pioggia le sessioni di qualifica non si sono svolte, per cui la griglia di partenza è data dall'ordine delle ultima sessione di prove.

### Classe 125
Le prime sessioni di prove sono state dominate da Bradley Smith (Aprilia) e da Alberto Moncayo, sempre su Aprilia, mentre la pole position è andata a Smith.
Risultati dopo le qualifiche:
- 1 =  Bradley Smith - Aprilia
- 2 =  Danny Webb - Aprilia
- 3 =  Alberto Moncayo - Aprilia

### Moto2
Nelle prime sessioni di prove i più veloci sono stati Scott Redding, Gábor Talmácsi e Anthony West, rispettivamente su Suter, Speed Up e MZ-RE Honda mentre la pole è andata a Talmácsi.
Risultati dopo le qualifiche:
- 1 =  Gábor Talmácsi - Speed Up
- 2 =  Julián Simón - Suter
- 3 =  Toni Elías - Moriwaki

### MotoGP
Nelle sessioni di prove il pilota più veloce è stato Hiroshi Aoyama (Honda) (2:21.217), seguito da Carlos Checa su Ducati e Ben Spies (Yamaha). Nella seconda sessione il migliore è Jorge Lorenzo (1:48.522) seguito da Nicky Hayden (Ducati) e Valentino Rossi (Yamaha). Nella terza sessione il migliore è Lorenzo, seguito da Rossi e Dovizioso.
| Pos | Nº | Pilota           | Team                           | Tempo    |
| --- | -- | ---------------- | ------------------------------ | -------- |
| 1   | 99 | Jorge Lorenzo    | Fiat Yamaha Team-Yamaha        | 1:48.522 |
| 2   | 69 | Nicky Hayden     | Ducati Marlboro-Ducati         | 1:48.657 |
| 3   | 46 | Valentino Rossi  | Fiat Yamaha Team-Yamaha        | 1:48.883 |
| 4   | 27 | Casey Stoner     | Ducati Marlboro-Ducati         | 1:49.061 |
| 5   | 11 | Ben Spies        | Monster Yamaha Tech 3-Yamaha   | 1:49.721 |
| 6   | 33 | Marco Melandri   | San Carlo Honda Gresini-Honda  | 1:49.784 |
| 7   | 4  | Andrea Dovizioso | Repsol Honda Team-HRC          | 1:50.007 |
| 8   | 14 | Randy de Puniet  | LCR Honda MotoGP-Honda         | 1:50.043 |
| 9   | 5  | Colin Edwards    | Monster Yamaha Tech 3-Yamaha   | 1:50.313 |
| 10  | 58 | Marco Simoncelli | San Carlo Honda Gresini-Honda  | 1:50.500 |
| 11  | 41 | Aleix Espargaró  | Pramac Racing-Ducati           | 1:50.787 |
| 12  | 26 | Dani Pedrosa     | Repsol Honda Team-HRC          | 1:50.824 |
| 13  | 65 | Loris Capirossi  | Rizla Suzuki MotoGP-Suzuki     | 1:51.518 |
| 14  | 19 | Álvaro Bautista  | Rizla Suzuki MotoGP-Suzuki     | 1:52.734 |
| 15  | 40 | Héctor Barberá   | Paginas Amarillas Aspar-Ducati | 1:53.131 |
| 16  | 7  | Hiroshi Aoyama   | Interwetten Honda MotoGP-Honda | 1:53.317 |
| 17  | 71 | Carlos Checa     | Pramac Racing-Ducati           | 1:53.933 |

## Gara

### MotoGP

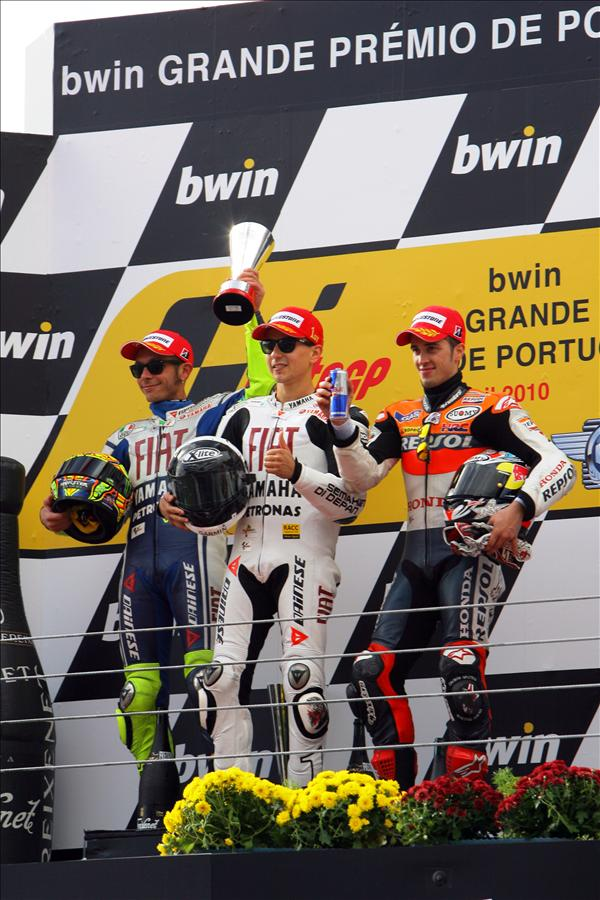
Rossi, Lorenzo e Dovizioso, sul palco di premiazione del podio dopo aver concluso rispettivamente al secondo, primo e terzo posto la gara della classe MotoGP

Carlos Checa prende il posto di Mika Kallio nel team Pramac Racing.

#### Arrivati al traguardo
| Pos | Nº | Pilota           | Squadra                 | Motocicletta | Giri | Tempo     | Griglia | Punti |
| --- | -- | ---------------- | ----------------------- | ------------ | ---- | --------- | ------- | ----- |
| 1   | 99 | Jorge Lorenzo    | Fiat Yamaha             | Yamaha       | 28   | 46:17.962 | 1       | 25    |
| 2   | 46 | Valentino Rossi  | Fiat Yamaha             | Yamaha       | 28   | +8.629    | 3       | 20    |
| 3   | 4  | Andrea Dovizioso | Repsol Honda            | Honda        | 28   | +26.475   | 9       | 16    |
| 4   | 58 | Marco Simoncelli | San Carlo Honda Gresini | Honda        | 28   | +26.534   | 8       | 13    |
| 5   | 69 | Nicky Hayden     | Ducati Team             | Ducati       | 28   | +27.154   | 2       | 11    |
| 6   | 14 | Randy de Puniet  | LCR Honda               | Honda        | 28   | +28.297   | 7       | 10    |
| 7   | 5  | Colin Edwards    | Monster Yamaha Tech 3   | Yamaha       | 28   | +30.109   | 12      | 9     |
| 8   | 26 | Daniel Pedrosa   | Repsol Honda            | Honda        | 28   | +44.947   | 13      | 8     |
| 9   | 33 | Marco Melandri   | San Carlo Honda Gresini | Honda        | 28   | +1:13.649 | 6       | 7     |
| 10  | 40 | Héctor Barberá   | Paginas Amarillas Aspar | Ducati       | 28   | +1:17.721 | 11      | 6     |
| 11  | 19 | Álvaro Bautista  | Rizla Suzuki            | Suzuki       | 28   | +1:17.908 | 16      | 5     |
| 12  | 7  | Hiroshi Aoyama   | Interwetten Honda       | Honda        | 28   | +1:33.025 | 15      | 4     |
| 13  | 65 | Loris Capirossi  | Rizla Suzuki            | Suzuki       | 28   | +1:39.752 | 10      | 3     |

#### Ritirati
| Nº | Pilota          | Squadra       | Motocicletta | Giri | Griglia |
| -- | --------------- | ------------- | ------------ | ---- | ------- |
| 71 | Carlos Checa    | Pramac Racing | Ducati       | 13   | 17      |
| 27 | Casey Stoner    | Ducati Team   | Ducati       | 4    | 4       |
| 41 | Aleix Espargaró | Pramac Racing | Ducati       | 0    | 14      |

#### Non partito
| Nº | Pilota    | Squadra               | Motocicletta | Griglia |
| -- | --------- | --------------------- | ------------ | ------- |
| 11 | Ben Spies | Monster Yamaha Tech 3 | Yamaha       | 5       |

### Moto2

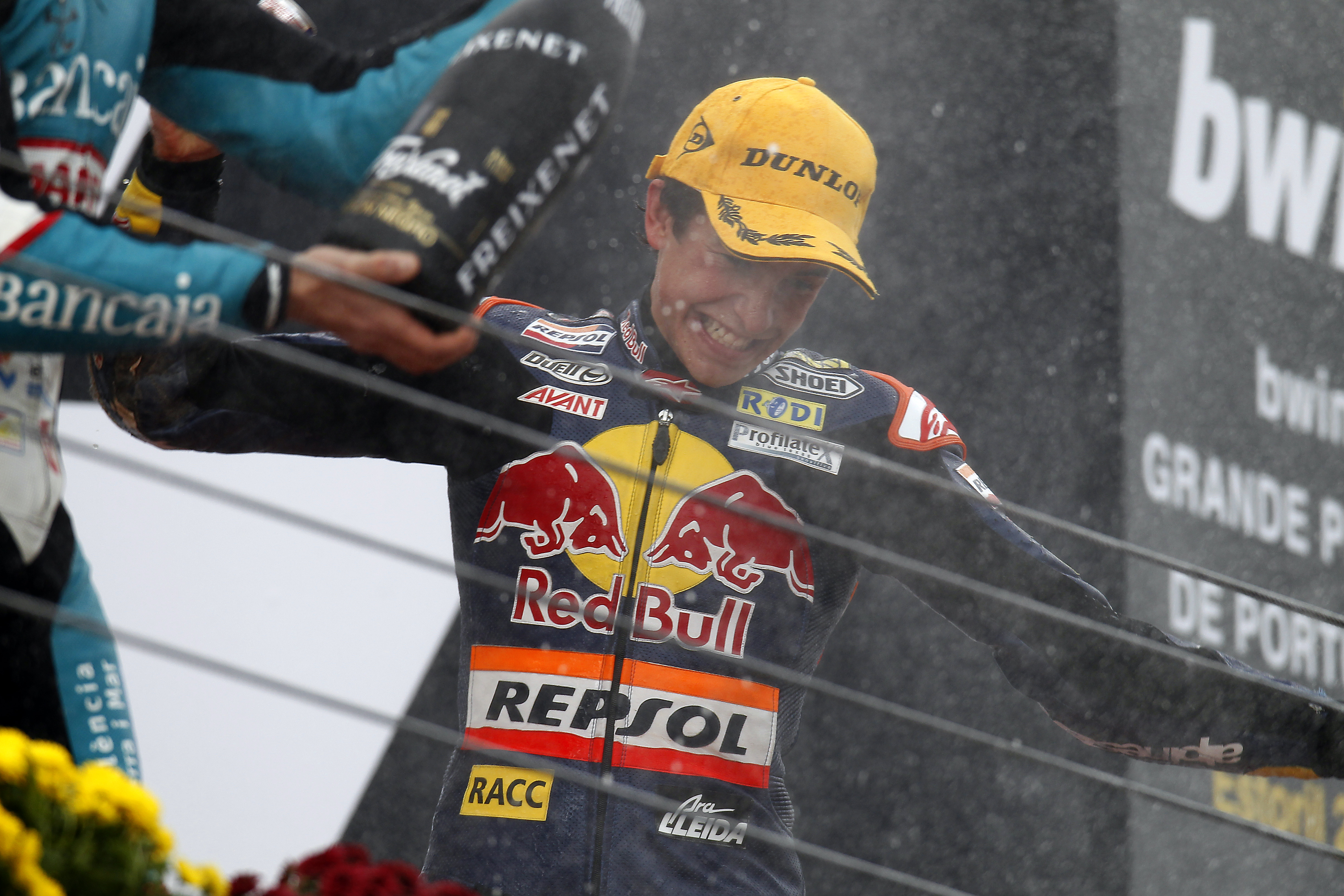
Márquez, festeggia sul podio dopo aver vinto la gara della classe 125

Carmelo Morales prende il posto di Kazuki Watanabe nel Racing Team Germany. Kenan Sofuoğlu corre con la Suter del team Technomag-CIP lasciata libera da Shōya Tomizawa, morto nel Gran Premio di San Marino. In questo Gran Premio corrono due wildcard: Dani Rivas su BQR-Moto2 e Xavier Siméon su Moriwaki.

#### Arrivati al traguardo
| Pos | Nº | Pilota                | Squadra                      | Motocicletta | Giri | Tempo     | Griglia | Punti |
| --- | -- | --------------------- | ---------------------------- | ------------ | ---- | --------- | ------- | ----- |
| 1   | 65 | Stefan Bradl          | Viessmann Kiefer Racing      | Suter        | 26   | 46:59.723 | 10      | 25    |
| 2   | 25 | Alex Baldolini        | Caretta Technology Race Dept | I.C.P.       | 26   | +0.068    | 11      | 20    |
| 3   | 15 | Alex De Angelis       | JIR Moto2                    | MotoBi       | 26   | +2.830    | 6       | 16    |
| 4   | 45 | Scott Redding         | Marc VDS Racing              | Suter        | 26   | +2.842    | 25      | 13    |
| 5   | 54 | Kenan Sofuoğlu        | Technomag-CIP                | Suter        | 26   | +2.947    | 4       | 11    |
| 6   | 35 | Raffaele De Rosa      | Tech 3 Racing                | Tech 3       | 26   | +3.311    | 5       | 10    |
| 7   | 8  | Anthony West          | MZ Racing                    | MZ-RE Honda  | 26   | +3.385    | 21      | 9     |
| 8   | 2  | Gábor Talmácsi        | Fimmco Speed Up              | Speed Up     | 26   | +3.952    | 1       | 8     |
| 9   | 77 | Dominique Aegerter    | Technomag-CIP                | Suter        | 26   | +4.284    | 8       | 7     |
| 10  | 17 | Karel Abraham         | Cardion AB Motoracing        | FTR          | 26   | +4.311    | 23      | 6     |
| 11  | 55 | Héctor Faubel         | Marc VDS Racing              | Suter        | 26   | +4.492    | 24      | 5     |
| 12  | 60 | Julián Simón          | Mapfre Aspar                 | Suter        | 26   | +13.006   | 2       | 4     |
| 13  | 80 | Axel Pons             | Tenerife 40 Pons             | Pons Kalex   | 26   | +26.529   | 20      | 3     |
| 14  | 3  | Simone Corsi          | JIR Moto2                    | MotoBi       | 26   | +27.760   | 18      | 2     |
| 15  | 39 | Robertino Pietri      | Italtrans S.T.R.             | Suter        | 26   | +28.259   | 13      | 1     |
| 16  | 12 | Thomas Lüthi          | Interwetten Moriwaki         | Moriwaki     | 26   | +28.311   | 12      |       |
| 17  | 16 | Jules Cluzel          | Forward Racing               | Suter        | 26   | +28.333   | 27      |       |
| 18  | 68 | Yonny Hernández       | Blusens-STX                  | BQR-Moto2    | 26   | +37.873   | 7       |       |
| 19  | 71 | Claudio Corti         | Forward Racing               | Suter        | 26   | +38.092   | 17      |       |
| 20  | 31 | Carmelo Morales       | Racing Team Germany          | Suter        | 26   | +38.227   | 16      |       |
| 21  | 29 | Andrea Iannone        | Fimmco Speed Up              | Speed Up     | 26   | +46.976   | 34      |       |
| 22  | 40 | Sergio Gadea          | Tenerife 40 Pons             | Pons Kalex   | 26   | +1:01.779 | 33      |       |
| 23  | 19 | Xavier Siméon         | Holiday Gym G22              | Moriwaki     | 26   | +1:25.872 | 35      |       |
| 24  | 10 | Fonsi Nieto           | Holiday Gym G22              | Moriwaki     | 26   | +1:26.029 | 29      |       |
| 25  | 61 | Vladimir Ivanov       | Gresini Racing               | Moriwaki     | 26   | +1:51.690 | 36      |       |
| 26  | 72 | Yūki Takahashi        | Tech 3 Racing                | Tech 3       | 25   | +1 giro   | 9       |       |
| 27  | 70 | Ferruccio Lamborghini | Matteoni Racing              | Moriwaki     | 25   | +1 giro   | 31      |       |
| 28  | 88 | Yannick Guerra        | Holiday Gym G22              | Moriwaki     | 25   | +1 giro   | 37      |       |
| 29  | 95 | Mashel Al Naimi       | Blusens-STX                  | BQR-Moto2    | 25   | +1 giro   | 38      |       |

#### Ritirati
| Nº | Pilota              | Squadra                    | Motocicletta | Giri | Griglia |
| -- | ------------------- | -------------------------- | ------------ | ---- | ------- |
| 4  | Ricard Cardús       | Maquinza-SAG               | Bimota       | 23   | 14      |
| 44 | Roberto Rolfo       | Italtrans S.T.R.           | Suter        | 22   | 30      |
| 7  | Dani Rivas          | Blusens-STX                | BQR-Moto2    | 19   | 28      |
| 24 | Toni Elías          | Gresini Racing             | Moriwaki     | 17   | 3       |
| 14 | Ratthapark Wilairot | Thai Honda PTT Singha SAG  | Bimota       | 14   | 32      |
| 53 | Valentin Debise     | WTR San Marino             | ADV          | 13   | 15      |
| 9  | Kenny Noyes         | Jack & Jones by A.Banderas | Promoharris  | 13   | 22      |
| 56 | Michael Ranseder    | Vector Kiefer Racing       | Suter        | 5    | 26      |

#### Non partito
| Nº | Pilota     | Squadra                    | Motocicletta | Griglia |
| -- | ---------- | -------------------------- | ------------ | ------- |
| 6  | Alex Debón | Aeroport de Castello - Ajo | FTR          | 19      |

#### Non qualificati
| Nº | Pilota             | Squadra                    | Motocicletta |
| -- | ------------------ | -------------------------- | ------------ |
| 63 | Mike Di Meglio     | Mapfre Aspar               | Suter        |
| 5  | Joan Olivé         | Jack & Jones by A.Banderas | Promoharris  |
| 66 | Hiromichi Kunikawa | Bimota - M Racing          | Bimota       |

### Classe 125
In questo Gran Premio corrono tre wildcard: Robin Barbosa, Luigi Morciano e Alessandro Tonucci, tutti su Aprilia.
La gara è stata interrotta dopo 6 giri a causa della pioggia. La gara è ripartita per 9 giri, con la griglia di partenza determinata dall'ordine d'arrivo della prima parte di gara. L'ordine d'arrivo della seconda parte ha determinato il risultato finale.

#### Arrivati al traguardo
| Pos | Nº | Pilota              | Squadra                       | Motocicletta | Giri | Tempo     | Griglia | Punti |
| --- | -- | ------------------- | ----------------------------- | ------------ | ---- | --------- | ------- | ----- |
| 1   | 93 | Marc Márquez        | Red Bull Ajo Motorsport       | Derbi        | 9    | 16:27.878 | 11      | 25    |
| 2   | 40 | Nicolás Terol       | Bancaja Aspar                 | Aprilia      | 9    | +0.150    | 4       | 20    |
| 3   | 38 | Bradley Smith       | Bancaja Aspar                 | Aprilia      | 9    | +0.212    | 1       | 16    |
| 4   | 94 | Jonas Folger        | Ongetta Team                  | Aprilia      | 9    | +18.378   | 17      | 13    |
| 5   | 39 | Luis Salom          | Stipa-Molenaar Racing GP      | Aprilia      | 9    | +19.387   | 8       | 11    |
| 6   | 23 | Alberto Moncayo     | Andalucia Cajasol             | Aprilia      | 9    | +22.505   | 3       | 10    |
| 7   | 35 | Randy Krummenacher  | Stipa-Molenaar Racing GP      | Aprilia      | 9    | +26.699   | 13      | 9     |
| 8   | 7  | Efrén Vázquez       | Tuenti Racing                 | Derbi        | 9    | +26.703   | 14      | 8     |
| 9   | 99 | Danny Webb          | Andalucia Cajasol             | Aprilia      | 9    | +31.503   | 2       | 7     |
| 10  | 44 | Pol Espargaró       | Tuenti Racing                 | Derbi        | 9    | +40.823   | 12      | 6     |
| 11  | 84 | Jakub Kornfeil      | Racing Team Germany           | Aprilia      | 9    | +47.006   | 15      | 5     |
| 12  | 15 | Simone Grotzkyj     | Fontana Racing                | Aprilia      | 9    | +48.773   | 28      | 4     |
| 13  | 95 | Alessandro Tonucci  | Junior GP Racing Team FMI     | Aprilia      | 9    | +54.418   | 24      | 3     |
| 14  | 92 | Luigi Morciano      | Junior GP Racing Team FMI     | Aprilia      | 9    | +1:02.234 | 23      | 2     |
| 15  | 63 | Zulfahmi Khairuddin | AirAsia - Sepang Int. Circuit | Aprilia      | 9    | +1:15.433 | 25      | 1     |

#### Ritirato
| Nº | Pilota        | Squadra              | Motocicletta | Giri | Griglia |
| -- | ------------- | -------------------- | ------------ | ---- | ------- |
| 37 | Robin Barbosa | H43/Hernandez Racing | Aprilia      | 1    | 26      |

#### Ritirati nella prima parte di gara
| Nº | Pilota           | Squadra                       | Motocicletta | Giri | Griglia |
| -- | ---------------- | ----------------------------- | ------------ | ---- | ------- |
| 12 | Esteve Rabat     | Blusens-STX                   | Aprilia      | 4    | 16      |
| 26 | Adrián Martín    | Aeroport de Castello - Ajo    | Aprilia      | 3    | 19      |
| 78 | Marcel Schrötter | Interwetten Honda             | Honda        | 2    | 6       |
| 50 | Sturla Fagerhaug | AirAsia - Sepang Int. Circuit | Aprilia      | 2    | 20      |
| 14 | Johann Zarco     | WTR San Marino                | Aprilia      | 2    | 18      |
| 11 | Sandro Cortese   | Avant Mitsubishi Ajo          | Derbi        | 1    | 5       |
| 52 | Danny Kent       | Lambretta Reparto Corse       | Lambretta    | 1    | 10      |
| 69 | Louis Rossi      | CBC Corse                     | Aprilia      | 1    | 21      |
| 53 | Jasper Iwema     | CBC Corse                     | Aprilia      | 0    | 27      |
| 87 | Luca Marconi     | Ongetta Team                  | Aprilia      | 0    | 22      |

#### Non classificato dopo la prima parte di gara
| Nº | Pilota           | Squadra             | Motocicletta | Giri | Griglia |
| -- | ---------------- | ------------------- | ------------ | ---- | ------- |
| 71 | Tomoyoshi Koyama | Racing Team Germany | Aprilia      | 2    | 7       |

#### Non partito
| Nº | Pilota           | Squadra         | Motocicletta | Griglia |
| -- | ---------------- | --------------- | ------------ | ------- |
| 32 | Lorenzo Savadori | Matteoni Racing | Aprilia      | 9       |

#### Non qualificati
| Nº | Pilota            | Squadra                 | Motocicletta |
| -- | ----------------- | ----------------------- | ------------ |
| 72 | Marco Ravaioli    | Lambretta Reparto Corse | Lambretta    |
| 96 | Tommaso Gabrielli | Ongetta Team            | Aprilia      |